# 1839 en Grèce
Chronologie de la Grèce
- 1835
- 1836
- 1837
- 1838
- 1839
- 1840
- 1841
- 1842
- 1843

Cette page concerne les évènements survenus en 1839 en Grèce  :

## Événement
- « En 1839, une « conspiration philorthodoxe » cherche ainsi à enlever le roi (Othon Ier) pour l’obliger à abjurer le catholicisme ou le remplacer par le tsar Nicolas Ier s’il s’obstine dans l'« hérésie » catholique ».

## Naissance
- Dimosthénis Alexiádis (el), acteur.
- Leonídas Deligeórgis, député et ministre.
- Aristotélis Drakópoulos (el), militaire.
- Gérasime Ier de Jérusalem, patriarche orthodoxe d'Antioche et de tout l'Orient.
- Dimítrios Philippótis (el), sculpteur.

## Décès
- Philippe-Julien de Roujoux de Buxeil (d), architecte français, père d'Alexandre de Roujoux (d).
- Panágos Deligiánnis (el), combattant durant la guerre d'indépendance puis gouverneur de Corinthe.
- Angelís Gátsos (el), chef militaire durant la guerre d'indépendance.
- Dimítrios Mavrokordáto (el), professeur d'université grec, docteur et bienfaiteur de l'Université nationale.
- Giórgos Tsóngas, chef militaire durant la guerre d'indépendance et général.

## Crédit d'auteurs
- Cet article est partiellement ou en totalité issu de l'article intitulé « Othon Ier (roi de Grèce) » (voir la liste des auteurs).